# 可児市立土田小学校
可児市立土田小学校（かにしりつ どたしょうがっこう）は岐阜県可児市にある公立の小学校。

## 通学区域
- 通学区域は土田である。公立中学校の進学先は可児市立蘇南中学校である[1]。

## 沿革
- 1873年（明治6年） - 会明舎が開校する。
- 1875年（明治8年） - 会明学校に改称する。
- 1877年（明治10年） - 上街道土田宿の本陣に移転する。分教場を設置[2]。
- 1882年（明治15年） - 可児郡第１学区土田学校に改称する。
- 1884年（明治17年） - 移転する[3]。
- 1886年（明治19年） - 土田尋常小学校に改称する。
- 1922年（大正11年） - 土田尋常高等小学校に改称する。
- 1941年（昭和16年） - 土田国民学校に改称する。
- 1947年（昭和22年） - 土田村立土田小学校に改称する。
- 1955年（昭和30年）2月1日 - 広見町、今渡町、土田村、久々利村、平牧村、春里村、帷子村と合併し可児町が発足。同じに可児町立土田小学校に改称する。
- 1958年（昭和33年） - 現在地に新築（鉄筋コンクリート造）移転する。養護施設土田双葉寮[4]に分教場を設置。
- 1976年（昭和51年） - 屋内運動場が完成。
- 1978年（昭和53年） - 校舎（現・西舎）が完成。岐阜県立白鳩学園が恵那市に移転し、分教場廃止。
- 1980年（昭和55年） - 校舎（現・東舎）が完成。
- 1982年（昭和57年）4月1日 - 市制施行して可児市となる。同時に可児市立土田小学校に改称する。

## 著名な卒業生
- 和田哲幸（起業家、作家、中小企業スタートアップコンサルタント）